# Epixiphium
Genre
Classification APG III (2009)
Epixiphium est un genre de végétaux de la famille des Scrophulariaceae, selon la classification classique de Cronquist (1981). Il n'existe pas dans la classification APG III, et est inclus au sein du genre Maurandya. 

## Liste d'espèces
Selon ITIS :
- Epixiphium wislizeni (Engelm. ex Gray) Munz